# Stereospermum colais
El árbol serpiente amarillo (Stereospermum colais) es un árbol de la familia Bignoniaceae, originario de Asia, donde es muy común en la India sobre todo en Delhi, China, Bangladés, Bután, Camboya, Indonesia (Sumatra), Laos, Malasia, Birmania, Nepal, Sikkim, Sri Lanka, Tailandia, y Vietnam.

## Descripción
S. colais es un árbol de hoja caduca que alcanza de 15 a 20 m de altura, con un tronco de 15 a 25 centímetros de diámetro de madura muy dura y de grano fino. Las hojas son opuestas, grandes, de 25 a 50 centímetros, pinnaticompuestas, con 3 a 6 folíolos elípticos a cada lado del nervio central. 
Forma inflorescencias en panículas terminales, formadas por flores grandes, pentámeras, de color amarillo pálido, con el cáliz campanulado. La corola es bilobulada, con el tubo pequeño; muestran cuatro estambres didínamos, y anteras divergentes. El ovario es sésil. Se mantienen cerradas durante el día y se abren en la noche.
El fruto es una cápsula larga y angulosa, de vaina leñosa, cuya forma probablemente haya sugerido el mote de árbol serpiente; muestra dehiscencia locular. Las semillas están insertas en el septo; son translúcidas, membranosas y bialadas.

## Taxonomía
Stereospermum colais fue descrita por (Buch.-Ham. ex Dillwyn) Mabberley  y publicado en Taxon 27: 553. 1978.
Sinonimia
- Bignonia colais Buch.-Ham. ex Dillwyn
- Stereospermum tetragonum A. DC.
- Stereospermum chelonoides sensu Bedd.